# Edin Murga
Edin Murga er en fodboldspiller fra Italien. Der spiller i Vendsyssel FF